# Lasioglossum kozlovi
Lasioglossum kozlovi är en biart som först beskrevs av Heinrich Friese 1914.  Lasioglossum kozlovi ingår i släktet smalbin, och familjen vägbin. Inga underarter finns listade i Catalogue of Life.